# Бајски канал
Бајски канал је водени ток који спаја град Бају у Мађарској са Великим бачким каналом код Бездана, пролазећи кроз Национални парк Дунав-Драва и Специјални резерват природе Горње Подунавље. Дугачак је укупно 44 километра, од чега је 33 са мађарске, а 11 са српске стране. Сматра се најчистијим каналом у Србији због чега има богат рибљи фонд.

## Настанак и развој
Бајски канал је настао од једног рукавца Дунава, али је променом главног тока реке остао одсечен. Због свог пловног потенцијала уређен је за водни саобраћај, а како би се регулисао ниво воде изграђене су преводнице. Последично, након Првог светског рата, већи део канала остао је у Мађарској која није видела интерес у чишћењу и одмуљавању уласка у канал, што се одражавало и на Велики бачки канал. Тек је споразумом из 1930. године решено питање водоснабдевања тог водотока и даљег одржавања Бајског канала. Каналом се 1931. одвијало 10 процената укупног извоза Краљевине Југославије.
Преводнице Шебешфок и Бездан, на улазу у Велики бачки канал, од 1988. биле су ван функције. Реконструисане су 2020. године, док је Бајски канал очишћен са мађарске стране у дужини од 35 километара.

## Флора и фауна
Због изразито чисте воде, Бајски канал је познат као станиште готово свих слатководних рибљих врста. Обале канала обрасле су трском, док се у приобалном делу могу видети локвањи. Поред канала простире се шума „Карапанџа”, у којој доминира храст лужњак.